# Utthita tadasana

Ster met vijf Punten, Utthita Tadasana, vorm van de yoga-asana

Utthita Tadasana (Sanskriet voor uitgestrekte Berghouding), of meer gangbaar de Ster met Vijf Punten, is een veelvoorkomende houding of asana.
| Sanskriet | vertaling                   |
| utthita   | uitgestrekt                 |
| tada      | berg                        |
| asana     | houding (letterlijk: 'zit') |

## Beschrijving
De Ster met vijf Punten is een staande houding en begint als Tadasana (De Berg). De benen worden beide een stuk uit elkaar gezet, met de voeten stevig en geaard op de grond. De voeten staan ter breedte van de schouders, parallel met de tenen vooruit. De knieën zijn iets gebogen, waardoor ze niet op slot dreigen te komen. De rug is recht, wat veel mensen de indruk geeft dat ze iets met het bovenlichaam naar voren hangen.
De armen hangen los naast het lichaam. De vingers zijn los van elkaar en wijzen naar beneden. Strek de schouders opzij, zodat de spanning vermindert en laat ze ontspannen naar beneden zakken. Adem in de taille in, de aandacht gericht naar onderen in de richting van de stuit. Rek de kruin naar boven, waardoor de ruggengraat zich verlengt en recht staat. Breng in de inademing de armen op een horizontale lijn. Strek de beide armen goed naar beide kanten. De schouders blijven ontspannen.
De Ster met vijf Punten oogt eenvoudig. De moeilijkheid zit erin dat de houding foutloos uitgevoerd dient te worden, gezien de houding een fundament vormt voor veel andere houdingen. Bij een goede uitvoering is de Berg een stevige houding, die ook als meditatiehouding in hatha-yoga geschikt is. De houding is een goede voorbereiding voor de Trikonasana, de Parivrtta Trikonasana en Parivrtta Parsvakonasana.